# 1. B vaterpolska liga
1. B vaterpolo liga predstavlja drugi rang vaterpolskog prvenstva Hrvatske.

## Povijest
1. B vaterpolo liga osnovana je 2006. godine. U njoj je nastupalo 8 momčadi do sezone 2009., a u sezoni 2017./18 liga broji 8 klubova.

## Sudionici

### Sudionici 2019.
- Bellevue Crodux - Dubrovnik
- KPK - Korčula
- Jadran - Kostrena
- Opatija - Opatija
- Osijek - Osijek
- Delfin - Rovinj
- Siscia - Sisak

### Bivši sudionici
popis nepotpun 

- Biograd - Biograd na Moru
- Galeb Makarska rivijera - Makarska
- Arsenal - Pula
- Pula - Pula
- Salona - Solin - Vranjic
- Adritaic - Šibenik
- Šibenik - Šibenik
- Coning - Varaždin
- Zadar 1952 - Zadar
- Zagreb - Zagreb
- ZPK - Zagreb
- ZVK Mladost - Zagreb

## Prvaci
| Godina    | Prvak                             |
| --------- | --------------------------------- |
| 2006.     | UPAS Jadrograd (Pula)             |
| 2007.     | Biograd (Biograd na Moru)         |
| 2008.     | Zagreb                            |
| 2009.     | Salona Vranjic                    |
| 2010.     | Salona Vranjic                    |
| 2011.     | Galeb Makarska Rivijera           |
| 2012.     | Bellevue Dubrovnik                |
| 2013.     | Opatija                           |
| 2014.     | Opatija                           |
| 2015.     | Adriatic Šibenik                  |
| 2016.     | Jadran Kostrena                   |
| 2016./17. | Bellevue Dubrovnik                |
| 2018.     | Bellevue Dubrovnik                |
| 2019.     | Bellevue Crodux Dubrovnik         |
| 2020.     | prekinuto radi pandemije COVID-19 |
| 2021.     | Bellevue Dubrovnik                |
| 2022.     | POŠK 1937 Split                   |
| 2023.     | Galeb Makarska Rivijera           |

## Vanjske poveznice
- hvs.hr